# Cantone di Laval-Saint-Nicolas
Il Cantone di Laval-Saint-Nicolas era una divisione amministrativa dell'Arrondissement di Laval.
È stato soppresso a seguito della riforma complessiva dei cantoni del 2014, che è entrata in vigore con le elezioni dipartimentali del 2015.
Comprendeva solo parte della città di Laval.